# 大昏迷
《大昏迷》（英語：Coma）是香港麗的電視在1981年製作以反映醫院內部種種不良風氣的電視劇，共有25集。值得一提，這部電視劇到現時為止本地視為禁忌的題材；故事反映醫療制度問題，內容包括醫療失誤、包庇、指鹿為馬、利益輸送、販賣人體器官等，所以在1981年4月首播時曾遭到醫療部門投訴及要求禁播。

## 劇情大綱
故事設定發生於1983年講述一個心術不正的公立醫院主任，為了謀取額外利益，草菅人命，在病床及手術台上做手腳，把病情未致絕望的病人弄死之後，出售他們的器官予富有的買家。其後更加瘋狂起來，將獲知內情的其他醫生和化驗師殺害......

## 主要演員
- 潘志文 飾 李定康
- 米雪 飾 薜寶琪
- 熊德誠 飾 林學禮
- 王宇凰 飾 戴安妮
- 黎漢持 飾 陳世傑
- 劉江 飾 郭偉成
- 王偉 飾 湯志揚
- 阮佩珍 飾 李惠蘭
- 馮真 飾 楊麗珍
- 黎小田 飾 羅紹光
- 蔣金 飾 高大富（田雞）
- 張家偉 飾 邱國熹
- 陳曼娜 飾 蘇瀛芳
- 許淑嫻 飾 順嫂
- 林淑良 飾 何姑娘
- 吳回 飾 陳泰（泰叔）
- 唐若菁 飾 清姨（山東婆）
- 李亨 飾 李濟時
- 卡迪遜 飾 徐志輝
- 吳桐 飾 薜鶴年
- 容惠雯 飾 張美燕
- 周詠儀 飾 湯秘書
- 許英秀 飾 陳伯
- 蕭山仁 飾 蕭日清（藥廠經紀）
- 周美玲 飾 陳姑娘
- 林淑良 飾 何姑娘
- 伍永森 飾 阿順

## 軼事
潘志文在此劇拍攝中途， 因錄影廠大門意外倒塌，被砸至左腳骨折要入院治理。

## 外部連結
- 老餅論譠（页面存档备份，存于）